# Степова сільська рада (Кропивницький район)
| Степова сільська рада — колишній орган місцевого самоврядування у Кропивницькому районі Кіровоградської області з адміністративним центром у с. Степове. Сільській раді підпорядковані населені пункти: - с. Степове - с. Паращине Поле |

## Склад ради
Рада складається з 12 депутатів та голови.

### Керівний склад ради
| ПІБ                          | Основні відомості                                                                       | Дата обрання | Дата звільнення |
| ---------------------------- | --------------------------------------------------------------------------------------- | ------------ | --------------- |
| Калюжний Юрій Борисович      | Сільський голова, 1961 року народження, освіта                                          | 26.03.2006   | 31.10.2010      |
| Григор Людмила Олександрівна | Сільський голова, 1962 року народження, освіта середня спеціальна, член народної партії | 31.10.2010   |                 |

Примітка: таблиця складена за даними джерела

## Населення
За переписом населення України 2001 року в сільській раді мешкало 618 осіб.

### Мова
Розподіл населення за рідною мовою за даними перепису 2001 року:
| Мова       | Відсоток |
| ---------- | -------- |
| українська | 90,63 %  |
| російська  | 8,08 %   |
| білоруська | 0,81 %   |
| вірменська | 0,16 %   |
| інші       | 0,32 %   |